# 季米特里斯·赫里斯托菲亚斯

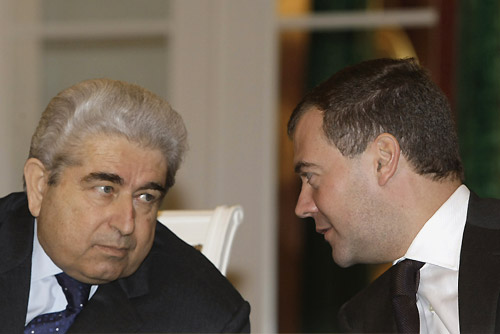
赫里斯托菲亚斯與俄羅斯總理梅德韋傑夫

季米特里斯·赫里斯托菲亚斯（希臘語：Δημήτρης Χριστόφιας；1946年8月29日—2019年6月21日），賽普勒斯共产主义政党勞動人民進步黨的前總書記，2008年塞普勒斯總統選舉当選為賽普勒斯總統。

## 早年
出生于基雷尼亚，1969至1974年就读于莫斯科社会科学院，获哲学博士学位。1964年加入劳进党。1976年当选劳进党尼科西亚-基雷尼亚地区委员会委员。1982年当选劳进党第15届中央委员会委员。1986年当选劳进党中央委员会政治局委员。1987年当选劳进党中央委员会秘书长。1988年当选劳进党中央委员会总书记。1991年、1996年、2001年三次当选塞议会议员。2001年至2008年，担任议会议长。

## 總統
2008年2月24日，塞浦路斯劳动人民进步党中央委员会总书记、议会议长季米特里斯·赫里斯托菲亚斯在第二轮投票大选中，以53.36%的得票战胜对手、前外长卡苏利季斯，当选为塞浦路斯总统。俄罗斯《生意人报》称，“他的获胜是一个历史性事件”。法国《费加罗报》强调说，这是“欧盟诞生的首位共产党人国家元首”。美国国务院也发表声明，祝贺他当选总统，表示期待与他合作，共同反恐，促进塞浦路斯两个民族的和解与统一。欧盟委员会主席巴罗佐在贺电中称，他的当选为打破塞浦路斯问题僵局提供新的机会。赫里斯托菲亚斯雖然是共產黨人，但他當選總統後继续支持自由市場。